# هبة التركي
هبة التركي (من مواليد 15 يناير 1991، الإسكندرية) لاعبة إسكواش مصرية محترفة.

## مسيرتها الرياضية
مثلت هبة التركي مصر عالمياً في بطولات الاتحاد الدولي لمحترفي الاسكواش (PSA) منذ 2005 وحصلت على ثمانية ألقاب حتى الآن. وحققت بطولة العالم مع المنتخب المصري في 2008. عندما لعبت في مباريات الجولات التمهيدية ضد سويسرا واليابان. سجلت هبة التركي أفضل إنجاز لها في التصنيف العالمي عندما حلت في المرتبة 19 في ديسمبر 2016.
وهي أخت نوران التركي، لاعبة الاسكواش المحترفة أيضاً.

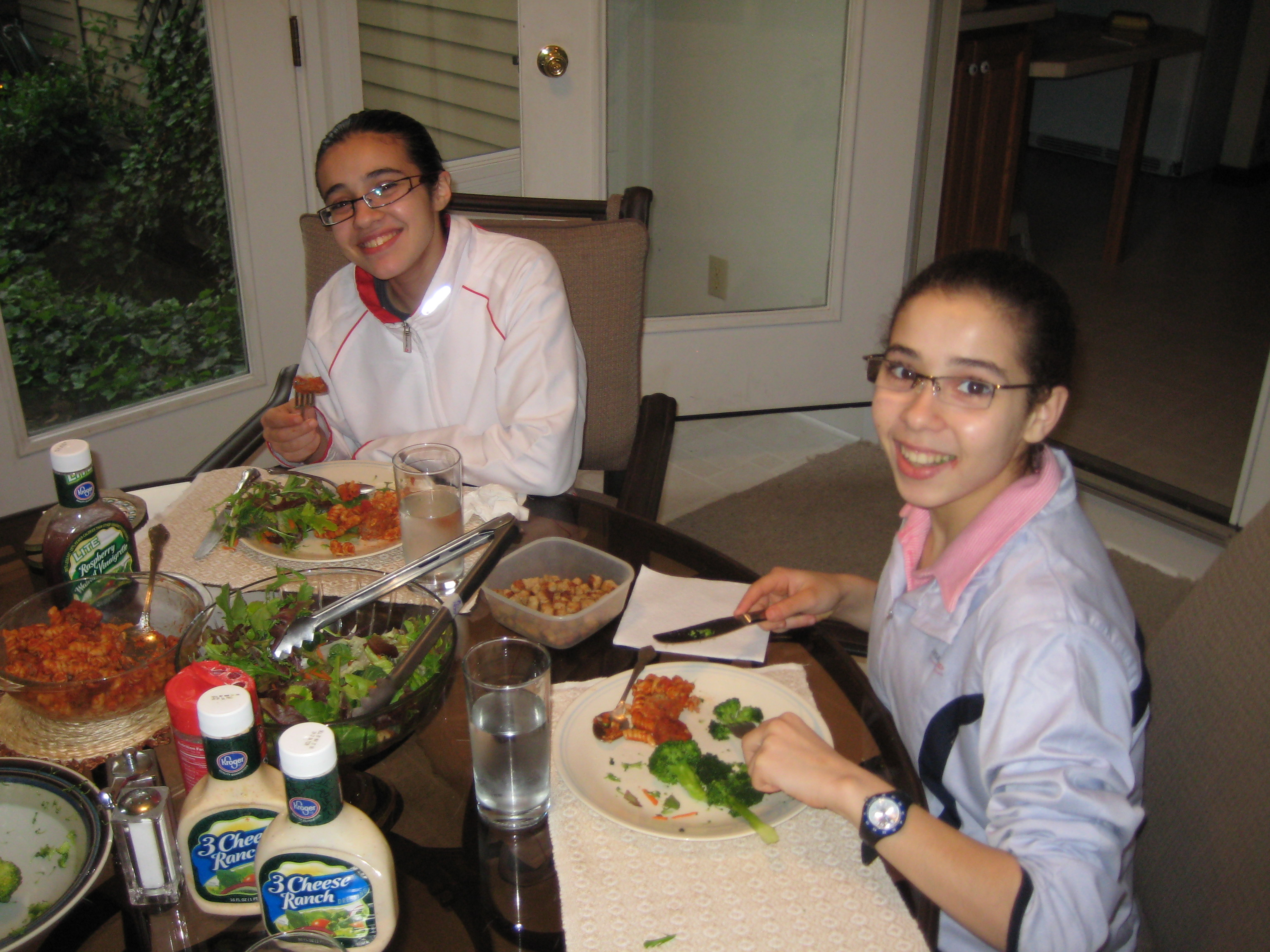
هبة التركي مع أختها نوران

## البطولات
- بطولة الصين المفتوحة للاسكواش: 2008
- بطولة العالم لفرق الاسكواش: 2008

## وصلات خارجية
- هبة التركي على موقع الاتحاد الدولي لمحترفي الاسكواش (مؤرشف) (الإنجليزية)
- هبة التركي على موقع SquashInfo.com (الإنجليزية)
- هبة التركي profile on the WISPA